# بوکس در المپیک تابستانی ۱۹۰۴
مشت‌زنی در بازی‌های المپیک تابستانی ۱۹۰۴ نام رویداد ورزش مشت‌زنی در بازی‌های المپیک تابستانی بود که در سال ۱۹۰۴ برگزار شد. این مسابقات از هفت بخش تشکیل شده بود. فقط ورزشکاران آمریکایی در این مسابقات حضور داشتند. مسابقات در ۲۱ و ۲۲ سپتامبر برگزار شد.

## کشورهای شرکت کننده
در این مسابقات ۱۸ ورزشکار از یک کشور به رقابت با یک دیگر پرداختند.
- ایالات متحده آمریکا (۱۸)

## جدول مدال‌ها
| رتبه | کشور                | طلا | نقره | برنز | مجموع |
| ۱    | ایالات متحده آمریکا | ۷   | ۷    | ۴    | ۱۸    |